# Section de la Réunion
La section de la Réunion était, sous la Révolution française, une section révolutionnaire parisienne.

## Représentants
Elle était représentée à la Commune de Paris par :
- Christophe Cochefer, né à Gonesse en 1734 ou 1735, tapissier, demeurant 78 rue Saint-Merri. Il est guillotiné le 10 thermidor an II (28 juillet 1794) ;
- Étienne Antoine Souard, né à Aubervilliers en 1738, miroitier demeurant rue des Ménétriers (juillet 1793) puis 32 rue des Vieux-Augustins (en juillet 1794), directeur des Postes, guillotiné le 11 thermidor an II (29 juillet 1794) ;
- Étienne Michel, né en 1763, fabricant de rouge végétal demeurant 3 rue Michel-Lecomte. Après le 3 avril 1793, il siège au Conseil général et est arrêté par la Commission des Douze.

## Historique
Cette section a d’abord été appelée « section de Beaubourg » et prit le nom de « section de la Réunion » en septembre 1792.

## Territoire
Voisine de la section des Gravilliers, cette section occupait le secteur représenté par le quartier Rambuteau actuel.

## Limites
Les rues du Cimetière-Saint-Nicolas et Chapon à droite, de la rue Saint-Martin à la rue Sainte-Avoye ; les rues Saint-Avoye et Bar-du-Bec à droite, de la rue Chapon à la rue de la Verrerie ; la rue de la Verrerie à droite, depuis la rue Bar-du-Bec jusqu’à la rue Saint-Martin ; la rue Saint-Martin à droite, depuis Saint-Merri, jusqu’à la rue du Cimetière-Saint-Nicolas.

## Intérieur
Les rues de Montmorency, du Grenier-Saint-Lazare, Michel-le-Comte, du Mort, des Petits-Champs, des Ménétriers, des Étuves, Geoffroy-l'Angevin, Corroierie, Maubuée, Simon-le-Franc, Neuve-Saint-Merri, Taille-Pain, Brisemiche, du Renard, du Poirier, Beaubourg, partie de celle Transnonain, jusqu’à la rue Chapon, etc., et généralement tous les rues, culs-de-sac, places, etc., enclavés dans cette limite.

## Local
La section de la Réunion se réunissait dans l’église Saint-Méry, aujourd'hui Saint-Merri, 78 rue Saint-Martin.

## Population
16 320 habitants dont 2 996 ouvriers et 1 220 économiquement faibles. La section comprenait 2 300 citoyens actifs.

## 9 Thermidor an II
Lors de la chute de Robespierre, le 9 thermidor an II (27 juillet 1794), la section de la Réunion resta fidèle à la Convention nationale, hormis deux de ses représentants à la Commune de Paris, Christophe Cochefer et Étienne-Antoine Souard, qui prêtèrent serment à la Commune de Paris et furent guillotinés les 10 et 11 thermidor an II (29 juillet 1794).

## Autres citoyens de la section
- Blanchard Platon (cf. Catéchisme de la Nature, an II);
- Grenier Antoine (1767-????) (cf. Adresse du citoyen Grenier, vice-président de la section de la Réunion, 1793)
- Claude Lamy. (cf. Discours de Claude Lamy, Imp. Miller, 4 p., in-8°, 1793;

## Évolution
Après le regroupement par quatre des sections révolutionnaires par la loi du 19 vendémiaire an IV (11 octobre 1795) qui porte création de 12 arrondissements, la présente section est maintenue comme subdivision administrative, puis devient, par arrêté préfectoral du 10 mai 1811, le quartier de Sainte-Avoye (7e arrondissement de Paris).